# Цинковський Іван Іванович
Іван Іванович Цинковський (*30 червня 1919, с. Парафіївка Ічнянського району Чернігівської області — †8 травня 1987}, Київ) — український письменник, поет, журналіст. Член Спілки письменників України з 1956 року.

## Життєпис
Народився в сім'ї чоботаря. Ще у шкільні роки майбутній письменник виявляє свою активну громадську позицію. Він є членом учкому, сількором, учасником нарад сількорів.
У 1936 році Іван Цинковський надрукував свого першого вірша у харківській газеті «На зміну». Відтоді він систематично друкувався у періодичній українській пресі.
1937 році закінчив десятирічку, вчився в Харківському газетному училищі ім.. М. Островського, пізніше — у Львівському університеті. У цей час друкувався в газетах «Комсомолець України», «Молодий більшовик», в журналі «Література і мистецтво» та в місцевій пресі. Працював в чернігівській обласній газеті «Молодий комунар», відповідальним секретарем у Снятинській районній газеті. З кінця 1943 року - в редакціях республіканських газет «Молодь України», «Радянський селянин», «Колгоспне село», «Сільські вісті». У газеті «Сільські вісті» завідував довгі роки відділом культури.

## Поетичний доробок
- Збірка «На зорі» (1954)
- Збірка «Стелися, барвінку» (1957)
- Збірка «Гаї шумлять» (1959)
- Збірка «Гарячий серпень» (1961)
- Збірка «Березневі небокраї» (1962)
- Збірка «Гомін землі і серця» (1964)
- Збірка «Світлодення» (1967)
- Збірка «На добро» (1976)

## Пісні на слова Івана Цинковського
Поезії Івана Цинковського такі щирі та дзвінкі, що ніби самі просяться на музику, хоч співай їх. Тому не дивно, що вони привернули інтерес композиторів. Так з композитором Платоном Майбородою було створено пісню «Карпатська дівчина», разом з С. Ждановим — пісню «Летять лелеки», з О. Білашем — «Мрії…»

## Про Івана Цинковського
- Калібаба Д. Відомі діячі культури, науки, політики Чернігівщини. — Чернігів, 1998.
- Каспрук В. «Засіваючи ниву плодами розуму й серця…» // Трудова слава. — 1989. — 8 липня.
- Каспрук В. "Тихий подих його відшумілої душі // Трудова слава. — 1999. — 26 червня 8 липня.
- Каспрук В. Полиски поетичного таланту //Трудова слава. — 2004. 24 липня.
- Крицький В. Пам'ять про поета земляка // Трудова слава. — 1988. — 25 травня.

### Меморіальний сайт пам'яті Івана Цинковського
- http://ivantsynkovsky.wordpress.com/